# Live at the Deaf Club
Live at the Deaf Club è un album live della band hardcore punk californiana Dead Kennedys pubblicato nel 2004. La registrazione avvenne al San Francisco Deaf Club il 3 marzo del 1979.

## Tracce
1. Introduction by DJ Johnny Walker
2. Kill the Poor (Disco Version)
3. Back in Rhodesia
4. Man With the Dogs
5. Gaslight
6. California Über Alles
7. Ill in the Head
8. Straight A's
9. Short Songs
10. Holiday in Cambodia
11. Police Truck
12. Forward to Death
13. Have I the Right
14. Back in the USSR (John Lennon, Paul McCartney)
15. Viva Las Vegas (Doc Pomus, Mort Shuman)

## Formazione
- Jello Biafra - voce
- East Bay Ray - chitarra
- Klaus Flouride - basso
- Ted - batteria
- 6025 - chitarra